# 約旦河西岸以色列占領區
以色列对约旦河西岸的占领始于1967年6月7日，当时以色列國防軍在第三次中东战争期间占领并控制了約旦河西岸以及东耶路撒冷。約旦河西岸由以色列國防部下设的以色列民政管理局負責管理（不包括东耶路撒冷）。
以色列在約旦河西岸建立了许多以色列定居点，这引起了争议，有些人認為這些定居點违反了国际法。联合国安全理事会一再确认在約旦河西岸上建立定居点是“公然违反国际法”的。以色列還被指控在約旦河西岸违反了国际人权法，例如以连坐的方式懲罰巴勒斯坦人。在約旦河西岸定居的以色列人受到以色列普通法律的约束，他們在以色列议会中有代表；相比之下，大部分居住在約旦河西岸的巴勒斯坦平民則受到以色列军法的约束，而且不能參與以色列的选举。这种不同的待遇导致以色列又被指责犯下种族隔离罪，不過以色列不承認這一指控。以色列的军事优势非常明显，他們有现代化的陸軍和空军，而巴勒斯坦只能使用游击战术和恐怖主义手段攻擊以色列，这导致双方都被指控犯有战争罪行。
以色列国内也有人並不支持以色列當局佔領約旦河西岸，一些以色列人因為反对以色列占领約旦河西岸而拒服兵役。